# Breaking in
Breaking In es una serie de televisión creada por Adam F. Goldberg y Seth Gordon, estrenada el 6 de abril de 2011 como reemplazo de la media temporada. Una comedia que trata sobre una compañía de seguridad muy avanzada que no tiene problemas en tomar medidas extremas, y en algunos casos posiblemente ilegales, para vender sus servicios de protección.
La cadena FOX había decidido no renovar la serie para una segunda temporada, sin embargo, el 25 de agosto de 2011 se da a conocer la posible renovación para una temporada de 13 episodios. Después de haber sido renovada oficialmente, se anunció la incorporación de Megan Mullally al elenco principal.
La segunda temporada de la serie fue estrenada el 6 de marzo de 2012.

## Argumento
La serie se centra en una empresa llamada Contra Securities a la que contratan particulares u otras empresas para poner a prueba su seguridad. Es decir, pagan para ser asaltados y recibir informes de sus puntos débiles. El jefe de esta empresa es el misterioso Oz, un tipo imprevisible, metódico y maniático que cuenta con su particular grupo de especialistas: Cash, el friqui de la tecnología; Melanie, a la que no se le resiste ni una cerradura; Josh, el maestro del disfraz; y Cameron, un estudiante universitario que hace de hacker, forman un equipo prácticamente infalible que se mueve en situaciones muy originales y adecuadas para la comedia.

## Personajes
- Christian Slater como "Oz", el líder.
- Bret Harrison como Cameron Price.
- Alphonso McAuley como Cassius "Cash" Sparks.
- Megan Mullally como Verónica.
- Erin Richards como Molly
- Odette Annable como Melanie García.
- Jennifer Irwin como "Creepy" Carrol.
- Michael Rosenbaum como Dutch.
- Trevor Moore como Josh Armstrong.